# Eleni Daniilidou
Eleni Daniilidou (řecky Ελένη Δανιηλίδου; * 19. září 1982, Chania, Kréta, Řecko) je současná řecká profesionální tenistka.
Do roku 2006 vyhrála 5 turnajů WTA v dvouhře a tři ve čtyřhře. V roce 2003 dosáhla finále na Australian Open ve smíšené čtyřhře.